# 11127 Hagi
11127 Hagi eller 1996 UH1 är en asteroid i huvudbältet som upptäcktes den 20 oktober 1996 av den japanska astronomen Kiyoshi Kurosu vid Sendai-observatoriet. Den är uppkallad efter en blomma som symboliserar staden Sendai.